# 8834 Anacardium
A 8834 Anacardium (ideiglenes jelöléssel 1989 SX2) a Naprendszer kisbolygóövében található aszteroida. Eric Walter Elst fedezte fel 1989. szeptember 26-án.